# Pierre Danes
Pour les articles homonymes, voir Danes.
Pierre Danes, né en 1497 à Paris, et mort le 23 avril 1577 à l'abbaye de Saint-Germain-des-Prés, est le premier professeur de langue grecque au Collège royal sous François Ier, puis évêque de Lavaur.

## Biographie
Issu d'une illustre famille, il fut mis dans sa jeunesse au collège de Navarre, où il obtint les plus grands succès dans la connaissance des langues latine, grecque, hébraïque. Sa réputation s'accrut rapidement, et devint telle qu'en 1530, François Ier, qui venait de fonder le Collège de France, en nomma Pierre Danes le premier professeur en langue grecque. Ce dernier ne tarda pas à justifier le choix du monarque par les savantes observations qu'il publia sur plusieurs auteurs anciens, et, dans le peu de temps qu'il occupa cette chaire, il compta les élèves les plus distingués, tels qu'Amyot, de Billy, Brisson, Daurat, Cinq-Arbres.
Au bout de cinq ans, tourmenté du désir de voir l'Italie, il obtint la permission, de quitter le Collège de France, et suivit Georges de Selve, son ami, qui venait d'être nommé ambassadeur à Venise. Après avoir fait, dans cette patrie des lettres, une ample moisson de connaissances, il revint à Paris. En 1543, il fut un des juges qui condamnèrent l'infortuné Ramus.
Deux ans après, François Ier le nomma ambassadeur de France au concile de Trente, avec Claude d'Urfé et Jacques de Ligneris. La harangue qu'il y prononça à son arrivée fut très applaudie. Pierre Danes y soutint dignement l'honneur de son pays. Tous ses biographes ont rapporté le mot heureux qui lui échappa dans une des séances du concile. Comme un orateur français déclamait fortement contre les mœurs relâchées des ecclésiastiques d'Italie, Sebastiano Vanzi (Sébastien Vance), évêque d'Orvieto, dit avec mépris : Gallus cantat. - Utinam, répliqua vivement Danes, ad galli cantum Petrus resipisceret. Après la mort de François Ier, Henri II, son successeur, nomma Danes précepteur du dauphin, futur François II.
Il devint même confesseur de ce prince, et obtint, en 1557, l'évêché de Lavaur. Il avait été précédemment, dès 1523, curé de l'église Saint-Josse à Paris. En 1542, il est mentionné pour la première fois comme prieur et prévôt commendataire de La Celle et Suresnes, dépendant de l'abbaye Saint-Germain-des-Prés ; il fut aussi parfois désigné comme « seigneur de Suresnes », même s'il nomma des procureurs pour gérer la prévôté à sa place.

## Décès
Pierre Danes mourut octogénaire à abbaye de Saint-Germain-des-Prés le 23 avril 1577, où l'avaient appelé les affaires de son diocèse, et fut enterré dans le sanctuaire de la chapelle de Saint-Casimir, près du grand autel.
Il avait vu quatre rois.
Ce fut un des hommes les plus savants de son temps. Guidé dans l'étude des langues par Lascaris et Guillaume Budé, il ne démentit point de si habiles maîtres ; et, s'il a laissé peu d'écrits, il n'en rendit pas moins de grands services aux lettres. On a fait sur ces mots : Petrus Danesius, une anagramme d'autant plus heureuse, qu'elle est exacte : De superis natus.
En 1731, Pierre-Hilaire Danes, de la même famille, docteur de Sorbonne et conseiller-clerc au Parlement de Paris (il mourut à Paris, le 1er janvier 1732, dans sa soixante-sixième année), publia la Vie, éloges et opuscules de Pierre Danes, Paris, in-4°, avec le portrait de l'auteur.

## Publications
On y remarque :
1. une Lettre latine à Jacques Colin sur son futur voyage d'Italie ;
2. la Préface d'une édition de Pline qu'il donna à Paris, 1532, in-fol., sous le nom de Petrus Bellocirius (la Belletière), son domestique ;
3. une Lettre apologétique, en latin, pour François Ier, contre Charles Quint ; sa Harangue au conçue de Trente ;
4. un écrit sur Aristote, intitulé : De substantia et modis ejus ;
5. une Instruction, en français, pour MM. de Lansac et de Lisle, ambassadeurs à Rome et au concile. On a prétendu que le livre intitulé : De ritibus Ecclesiœ catholicœ libri très, publié sous le nom de Jean-Estienne Duranti, Rome, 1591, in-8°, était tout entier de la composition de Pierre Danes, et qu'à sa mort, le président Duranti, ayant acheté sa bibliothèque et ses papiers, s'était approprié le manuscrit de l'ouvrage, et l'avait fait imprimer sous son nom. Dupin (Journal des savants, mai 1702) et l'abbé Tricaud, dans ses Essais de littérature du mois de juillet de la même année, se sont prononcés pour la négative. P. H. Danes leur a répondu par une dissertation insérée dans le recueil précité. Ses raisons ne sont que des présomptions, et, probablement, la question ne sera jamais parfaitement décidée. Personne, au surplus, ne s'est aperçu que Duranti lui-même cite Danes, au liv. 2, chap. 5 de ce livre. Gujus loci, dit-il, alias me admonuit Danes, Vaurensis episcopus, homo doctrina atque optimarum artium studiis eruditus.

On a encore de Danes une édition de Justin, Florus, Sextus Rufus, Paris, 1519, in-folio, et quelques autres pièces que l'on trouvera énoncées dans les Mémoires de Niceron.
Quelques écrivains prétendent qu'il est auteur du 10e livre de l'histoire de Paul Émile ; du moins Michel de Vascosan disait en avoir reçu de sa main le manuscrit. Il corrigea le texte des Physica scholia d'Alexandre d'Aphrodise, imprimés à Venise par Trincavel, 1536, in folio, et il aida beaucoup Georges de Selve dans sa Traduction de Plutarque. L'abbé Nicolas Lenglet Du Fresnoy lui attribue deux Apologies pour Henri II, contra Cœsarianos ; mais il les a peut-être confondues avec celle de François Ier.
La vie de Danes, par son parent, se trouve, comme nous l'avons dit, en tête de ses opuscules, ainsi que son oraison funèbre prononcée par Genebrard, un de ses disciples, et plusieurs épitaphes faites en son honneur. L'auteur y a joint tous les témoignages en faveur de l'évêque de Lavaur, et une dissertation particulière sur la famille de Danes.
Niceron, t. 19 de ses Mémoires, et l'abbé Goujet dans ceux qu'il a donnés sur leCcollège de France, n'ont presque fait que copier la vie que nous venons d'indiquer : Launoy (Hist. Gymnas. Navarr., p. 720) a consacré aussi un article à Danes.